# Снегиревка (Красноярский край)
Снегиревка — деревня в Рыбинском районе Красноярского края России. Входит в состав Двуреченского сельсовета.

## История
В 1976 г. Указом Президиума ВС РСФСР деревня фермы № 2 Рыбинского совхоза переименована в деревню Снегиревка.

## Население
| 2010 |
| ---- |
| 186  |